# باو كوبارسي
باو كوبارسي باريديس (من مواليد 22 يناير 2007) هو لاعب كرة قدم إسباني محترف من كتالونيا يلعب كقلب دفاع مع برشلونة والمنتخب الإسباني.

## مسيرته المهنية
ولد كوبارسي في إستانيول، جيرونا، كتالونيا، وبدأ مسيرته المهنية مع جيرونا، قبل أن ينتقل إلى برشلونة في عام 2018. بعد أن تقدم في الأكاديمية، أصبح ثالث أصغر لاعب في برشلونة يشارك لأول مرة في دوري أبطال أوروبا للشباب، خلف لامين يامال وإليكس موريبا، عندما بدأ في مباراة انتهت بالتعادل 1-1 مع فريق فيكتوريا بلزن التشيكي. في أبريل 2023، تدرب مع الفريق الأول لأول مرة، بعد أن تم استدعاؤه من قبل المدرب تشافي. وقع أول عقد احترافي له مع النادي بعد ثلاثة أشهر، في 8 يوليو. تم ضمه إلى تشكيلة برشلونة للموسم التحضيري قبل بدء موسم 2023–24. في 18 يناير 2024، شارك كوبارسى لأول مرة مع الفريق الأول ضد اونيونيستا سالامنكا في كأس ملك إسبانيا، حيث شارك كبديل في الدقيقة 46. جاءت مشاركته الأولى كأساسي في المباراة ضد ريال بيتيس في الدوري الإسباني، وذلك قبل يوم واحد من عيد ميلاده السابع عشر. في 12 مارس، حصل على جائزة افضل لاعب في المباراة في أول ظهور له في دوري أبطال أوروبا حيث فاز الفريق بنتيجة 3-1 على نابولي في إياب دور الـ 16، حيث أصبح أصغر لاعب يشارك لأول مرة بعمر 17 عامًا و 50 يومًا في مرحلة خروج المغلوب في البطولة، متجاوزًا الرقم القياسي السابق لديفيد ألابا البالغ 17 عامًا و 258 يومًا.

## مسيرته الدولية
مثَّل كوبارسي منتخب إسبانيا من فئة تحت 15 عامًا إلى فئة  تحت17 عامًا.  في مارس 2024، تم استدعائه لأول مرة إلى المنتخب الإسباني الأول من قبل المدرب لويس دي لا فوينتي.

## الإحصائيات

### النادي
آخر تحديث 30 مارس 2024.
| النادي    | الموسم   | الدوري                         | الدوري | الدوري  | كأس ملك إسبانيا | كأس ملك إسبانيا | دوري الأبطال | دوري الأبطال | أخرى   | أخرى    | المجموع | المجموع |
| النادي    | الموسم   | الدرجة                         | الظهور | الأهداف | الظهور          | الأهداف         | الظهور       | الأهداف      | الظهور | الأهداف | الظهور  | الأهداف |
| --------- | -------- | ------------------------------ | ------ | ------- | --------------- | --------------- | ------------ | ------------ | ------ | ------- | ------- | ------- |
| برشلونة ب | 2023–24  | الدوري الإسباني الدرجة الثالثة | 9      | 0       | —               | —               | —            | —            | 0      | 0       | 9       | 0       |
| المجموع   | المجموع  | المجموع                        | 9      | 0       | —               | —               | —            | —            | 0      | 0       | 9       | 0       |
| برشلونة   | 2023–24  | الدوري الإسباني                | 11     | 0       | 2               | 0               | 1            | 0            | 0      | 0       | 14      | 0       |
| الإجمالي  | الإجمالي | الإجمالي                       | 20     | 0       | 2               | 0               | 1            | 0            | 0      | 0       | 23      | 0       |

1. ↑  الظهور في دوري أبطال أوروبا

### الدولية
آخر تحديث 26 مارس 2024.
| المنتخب الوطني | العام   | الظهور | الاهداف |
| -------------- | ------- | ------ | ------- |
| إسبانيا        | 2024    | 2      | 0       |
| المجموع        | المجموع | 2      | 0       |

## الجوائز والإنجازات

#### برشلونة
- الدوري الإسباني (1): 2024–25
- كأس ملك إسبانيا (1): 2024–25
- كأس السوبر الإسباني (1): 2025

#### إسبانيا
تحت 23 سنة
- الميدالية الذهبية الأولمبية (1): 2024

#### الفردية
- جائزة أفضل لاعب تحت-23 سنة في الدوري الاسباني لهذا الشهر: مارس 2024[11]